# Іваннє
Іваннє (до 23 вересня 2008 року — Іванне) — село в Україні,  у Привільненській сільській громаді Дубенського району Рівненської області. Населення становить 987 осіб.

## Географія
Село розташоване на правому березі річки Ікви.

## Герб
У срібному щиті червоне гроно калини із зеленим листям, поверх неї перекинута срібна шабля в перев'яз зліва. У червоній главі срібний розширений хрест. У лазуровій базі, тричі просіченій в колір поля, золота риба.

## Населення

### Мова
Розподіл населення за рідною мовою за даними перепису 2001 року:
| Мова            | Кількість | Відсоток |
| --------------- | --------- | -------- |
| українська      | 979       | 99.19%   |
| російська       | 7         | 0.71%    |
| інші/не вказали | 1         | 0.10%    |
| Усього          | 987       | 100%     |

## Історія
Перші поселення людей на території Іваннє відомі з часів неоліту.
В період роздробленості Київської Русі ці землі належали Галицько-Волинському князівству. В 1259 року перенесли не без втрат татаро-монгольську навалу.
У XI столітті входять в Литовську державу, а після Люблінської унії відходять до Польщі.
У 1906 році село Дубенської волості Дубенського повіту Волинської губернії. Відстань від повітового міста 8 верст, від волості 9. Дворів 83, мешканців 807.
7 (20) листопада 1917 року, відповідно до Третього Універсалу Української Центральної Ради, увійшло до складу Української Народної Республіки.
На 1936 рік село входило до ґміни Дубно Дубенського повіту. 
З кінця 1980-х почалося відкриття раніше закритих храмів і зростання числа приходів.
12 червня 2020 року, відповідно до розпорядження Кабінету Міністрів України № 722-р від «Про визначення адміністративних центрів та затвердження територій територіальних громад Рівненської області», увійшло до складу Привільненської сільської громади.
19 липня 2020 року, в результаті адміністративно-територіальної реформи та ліквідації  Дубенського (1939—2020) району, село увійшло до складу новоутвореного Дубенського району.

## Населення
За переписом населення 2001 року в селі мешкали 1 004 особи.

### Мова
Розподіл населення за рідною мовою за даними перепису 2001 року:
| Мова       | Відсоток |
| ---------- | -------- |
| українська | 99,19 %  |
| російська  | 0,71 %   |

## Відомі люди
- Білий Василь Павлович — народний депутат України 1-го скликання.
- Паньчук Олександр Левкович  — крайовий провідник СБ ОУН-УПА (б).
- Рачинець Сергій Порфирович — український поет, представник української християнської поезії.

### Учасники Другої світової війни[9]
- Базильчук Григорій Степанович народився 7 січня 1919 року в с. Майдан Дубенського району у багатодітній сім'ї. У травні 1941 р. був призваний до лав Радянської армії. А в червні уже молодого солдата забрали на фронт до регулярної армії. Спочатку перебував з військовою частиною в м. Туабсе (Молдова). Був у протитанковій піхоті. Брав участь у битвах під Сталінградом, під Новоросійськом, під Орлом. У битві під Сталінградом був контужений. В складі своєї військової частини визволяв землі Чехії, дійшов до Берліна. Додому мобілізований в 1947 році. До мобілізації перебував зі своєю військовою частиною у Німеччині. В мирний час працював у колгоспі в будівельній бригаді. За бойові заслуги отримав нагороди: «За взяття Берліна», «За взяття Сталінграда», «За взяття Новоросійська». 27 вересня 2005 року Григорій Степанович помер, похоронений на місцевому кладовищі с. Івання.
- Базильчук Хома Ананійович народився у 1920 році в селі Майдан Мізоцького району Рівненської області в багатодітній сім'ї. У 1939 році Хома одружився з Якобською Тетяною Антонівною, яка була родом з села Івання Дубенського району. Подружжя проживало в селі Івання. У 1940 році в молодій родині народилась донечка. У 1943 році Хому забрали на фронт. За взяття міст Бервальде, Темпельбург, Фалькенбург, Драмбург, Вангерин, Лабес, Фрайєн-Вальде, Шифельбайн, Ретенвальде, Карелін, Штаргард, Наугард, Польцин, Бельгард, Трептов, Грайфенберг, Каммін, Гюльцов, Плате Базильчук Хома одержав три подяки і нагороди. Під час важких боїв був тричі поранений. 28 квітня 1945 року у військовому шпиталі на території Німеччини після важкого поранення молодий солдат Хома Ананійович помер. Похоронений у місті Найдат, парк Крохмального заводу, вулиця Звінцева.
- Собчук Михайло Климович народився 1911 року в селі Івання. Весною 1944 року Собчука Михайла призвали на фронт. В с. Озеряни був військовий призовний пункт, звідти відправили солдата воювати. 27 липня 1944 року біля села Озаричі Калинковицького району Гомельської області під час боїв за визволення Білорусі Собчук Михайло загинув. Після війни був перезахоронений на братському військовому кладовищі у с. Дубрава Світлогорського району Гомельської області.